# Абхіджит Банерджі
Абхіджит Вінаяк Банерджі (англ. Abhijit Vinayak Banerjee, бенг. অভিজিৎ বিনায়ক বন্দ্যোপাধ্যায়; нар. 21 лютого 1961, Бомбей, Індія) — американський економіст індійського походження, професор Массачусетського технологічного інституту (США).

## Біографія
Закінчив Президенсі-коледж у Калькутті, потім здобув ступінь магістра з економіки в делійському університеті Джавахарлала Неру. У 1988 році захистив докторську дисертацію у Гарвардському університеті. Викладав у Гарварді і Принстоні, потім — у Массачусетському технологічному інституті. У 2003 році разом з Естер Дюфло і Сендгілом Муллейнатаном заснував Лабораторію боротьби з бідністю, був президентом Дослідницького бюро економічного аналізу розвитку (Bureau for the Research in the Economic Analysis of Development), співробітником Національного бюро економічних досліджень, Центру економічних і політичних досліджень і Кільського інституту світової економіки.
З 2003 року Банерджі разом з Естер Дюфло (одружився з нею тільки у 2015 році) за допомогою програм їх Лабораторії боротьби з бідністю збирав в Індії та Африці фактичний матеріал про проблему бідності з метою визначити межу між тим, чого потребують здатні домогтися самостійно, і тим, де їм необхідна допомога з боку. За словами дослідника, він і Дюфло провели від 70 до 80 експериментів в різних країнах, з'ясовуючи, що бідні купують, як вони піклуються про здоров'я своїх дітей, скільки дітей вони хочуть мати, чому їхні діти ходять в школу, але все ж не можуть дізнатися багато, чому мікрофінансування корисно, але не здатне дати ефект чудесного рішення задачі. Дослідження в 18 країнах дозволили їм зробити висновок, що бідні в сільській місцевості витрачають на їжу від 36 до 70 % доходів, а бідні в містах — 53 до 74 %. При цьому вони вважають за краще дорогу смачну і висококалорійну їжу і готові до інших витрат, які роблять життя менш сірим і одноманітним. Зокрема, у північному індійському штаті Раджастан, де бідні майже не мають доступу до телебачення, вони витрачають 14 % сімейного бюджету на різного роду свята, а в Нікарагуа, де 56 % бідних в селах мають радіо, а 21 % — телевізори, багато сімей взагалі не витрачалися на будь-які урочистості. Підсумком багаторічних досліджень став висновок, що немає чарівного способу разом вирішити проблему. Просте збільшення доходів не обов'язково призводить до підвищення якості харчування, оскільки з'являються додаткові бажання. Дослідники сформулювали перелік кроків, що ведуть в потрібному напрямку: наприклад, поширення корисної інформації (як уникнути інфікування ВІЛ). Правильні вчинки засновані на тому, що ми знаємо (дешева сіль, збагачена залізом і йодом). Корисні інновації (мікрокредити і грошові перекази через мобільні телефони). Результати проведеної роботи оприлюднені в книзі Poor Economics: A Radical Rethinking of the Way to Fight Global Poverty (Економіка бідності: Радикальне переосмислення шляхів боротьби з бідністю у світі).

## Нагороди та визнання
- 1994: член Фонда Альфреда Слоуна[10];
- 1995: член Економетричного товариства;
- 2000: Грант Гуггенгайма;
- 2004: член Американської академії мистецтв і наук[11];
- 2006: премія Майкла Валлерштейна;
- 2008: BBVA Foundation Frontiers of Knowledge Awards;
- 2009: премія Infosys в галузі соціальних наук та економіки[12];
- 2014: почесний доктор Левенського католицького університету;
- 2014: Albert-O.-Hirschman-Preis des Social Science Research Councils[13];
- 2014: премія та медаль Бернарда Гармса Кільського інституту світової економіки[en][14];
- 2019: премія імені Нобеля з економіки (спільно з Естер Дюфло та Майкл Кремер)[15];
- 2020: член Національної академії наук США[16];
- 2020: Доктор літературознавства[en] (Honoris causa) Калькуттського університету[17]

## Доробок
- Aghion, Philippe; Banerjee, Abhijit (2005). Volatility And Growth. Oxford: Oxford University Press. ISBN 9780199248612.
- Banerjee, Abhijit Vinayak; Bénabou, Roland; Mookherjee, Dilip, ред. (2006). Understanding Poverty. Oxford; New York: Oxford University Press. ISBN 9780195305203.
- Banerjee, Abhijit Vinayak (2005). Making Aid Work. Cambridge: MIT Press. ISBN 9780262026154.
- Banerjee, Abhijit V.; Duflo, Esther (2011). Poor Economics: A Radical Rethinking of the Way to Fight Global Poverty. New York: PublicAffairs. ISBN 9781610390408.
- Banerjee, Abhijit Vinayak; Duflo, Esther, ред. (2017). Handbook of Field Experiments, Volume 1. North–Holland (an imprint of Elsevier). ISBN 9780444633248.
- Banerjee, Abhijit Vinayak; Duflo, Esther, ред. (2017). Handbook of Field Experiments, Volume 2. North–Holland (an imprint of Elsevier). ISBN 9780444640116.
- Banerjee, Abhijit Vinayak (2019). A Short History of Poverty Measurements . Juggernaut Books.
- Banerjee, Abhijit V.; Duflo, Esther (2019). Good Economics for Hard Times. PublicAffairs. ISBN 9781541762879.